# Ellicejski jezici
Ellicejski jezici, podskupina polinezijskih jezika raširenih na području Oceanije u Tuvaluu, Papui Novoj Gvineji, Solomonskim otocima i Mikroneziji. Obuhvaća osam srodnih jezika, to su: (Mikronezija): kapingamarangi [kpg]; i nukuoro [nkr]; (Papua Nova Gvineja): nukumanu [nuq]; nukuria [nur]; takuu [nho]; (Solomonski otoci): ontong java [ojv]; sikaiana [sky]; (Tuvalu): tuvalu [tvl].

## Vanjske poveznice
- Ethnologue (14th)
- Ethnologue (15h)